# آي سيتل (لغة برمجة)
آي سيتل (ISETL) اختصار لـ (Interactive SET Language) هي لغة سيتل تفاعلية. وهي البديل الواسع الانتشار لسيتل في الرياضيات المتقطعة.